# Państwa postkomunistyczne
Państwa postkomunistyczne – zbiorcze określenie odnoszące się do państw Europy Środkowo-Wschodniej oraz Azji, które na przełomie lat 80. i 90. XX wieku odeszły od ustroju socjalistycznego.
Zmiana ustroju wywołała w krajach postkomunistycznych wiele problemów. Demokratyzacja ujawniła „zamrożone” w okresie socjalizmu konflikty społeczne. Reformy gospodarcze związane z przejściem do gospodarki rynkowej skutkowały wzrostem bezrobocia i ogólnym zubożeniem ludności. Wiele krajów postkomunistycznych wciąż jeszcze ma niższy wskaźnik PKB niż w 1989 roku np. Białoruś, Mołdawia.
Krajom Europy Środkowo-Wschodniej w większości udało się skutecznie przeprowadzić proces demokratyzacji, podczas gdy w byłych azjatyckich Republikach Związku Radzieckiego rządy mają charakter autokratyczny.